# Coloma (Wisconsin)
Coloma é uma vila localizada no estado norte-americano de Wisconsin, no Condado de Waushara.

## Demografia
Segundo o censo norte-americano de 2000, a sua população era de 461 habitantes.
Em 2006, foi estimada uma população de 464, um aumento de 3 (0.7%).

## Geografia
De acordo com o United States Census Bureau tem uma área de
2,8 km², dos quais 2,8 km² cobertos por terra e 0,0 km² cobertos por água. Coloma localiza-se a aproximadamente 316 m acima do nível do mar.

## Localidades na vizinhança
O diagrama seguinte representa as localidades num raio de 28 km ao redor de Coloma.